# Роганов, Олег Андреевич
Олег Андреевич Роганов (род. 26 апреля 1995, Тольятти, Самарская область) — российский футболист, полузащитник.

## Биография
Воспитанник тольяттинской КСДЮСШОР-12 «Лада». С 2012 года выступал за молодёжную команду самарских «Крыльев Советов», сыграл 71 матч в молодёжном первенстве. За основной состав самарского клуба выступал только в Кубке ФНЛ в феврале 2015 года.
Летом 2016 года перешёл в молдавскую «Дачию». Дебютный матч в чемпионате Молдавии сыграл 5 ноября 2016 года против «Милсами». Всего в составе команды провёл 11 матчей в сезоне 2016/17 и стал серебряным призёром чемпионата.
После ухода из «Дачии» был на просмотре в «Томи», но неудачно. Затем играл в первенстве КФК России за «Акрон» и во второй лиге за «Лада-Тольятти», «Челябинск» и резервную команду «Крыльев Советов».

## Достижения
- Серебряный призёр чемпионата Молдавии: 2016/17